# Gräfelfing
Gräfelfing ist eine Gemeinde im oberbayerischen Landkreis München am südwestlichen Stadtrand von München und gilt als Gartenstadt.

## Geografie
Gräfelfing liegt in der Münchner Schotterebene im Tal der Würm, kurz bevor diese in das Münchner Stadtgebiet fließt. Östlich (andere Grenze zu Martinsried) und westlich (entlang der Bahnlinie) parallel zur Würm ziehen sich jeweils Endmoränenhügel mit einem Abstand von 1,2 bis 1,5 km durch das Gemeindegebiet. Der Höhenunterschied zwischen Würm und Endmoränenhügel beträgt in diesem Abschnitt des Würmtals nur noch 5 Höhenmeter (540 m NHN bis 545 m NHN).
Richtung Norden schließen nahtlos die Münchner Stadtteile Aubing und Pasing an, östlich liegt in geringer Entfernung der Münchner Stadtbezirk Hadern. Auch mit der südlichen Nachbargemeinde Planegg ist Gräfelfing zusammengewachsen.
Für die Gemeinde sind die beiden Gemeindeteile Gräfelfing und Lochham ausgewiesen. Lochham liegt im Wesentlichen nördlich der A 96, während der Gemeindehauptort Gräfelfing südlich davon liegt.

## Natur

### Schutzgebiet
Folgendes Schutzgebiet berührt das Gemeindegebiet:
- Landschaftsschutzgebiet LSG Planegger Holz (LSG-00123.01)

### Schneidergrube
Seit den 1990er Jahren wird die Schneidergrube zum Biotop entwickelt. Die zugeschüttete Kiesgrube liegt hinter dem Bauhof an der Großhaderner Straße und ist durch Wege und Bebauung fragmentiert. Lokale Naturschützer erhalten das Biotop durch periodisches Mähen oder Lichten des Gehölzes. Das Projekt wird vom Landkreis überwiegend aus Bundesmitteln gefördert.
Der Kalkmagerrasen bietet Wildbienen und Schmetterlingen, Gebüschgruppen Singdrosseln und Gartengrasmücken einen Lebensraum. Die Zauneidechse hat Versteck- und Eiablageplätze, Molche, Kröten und Frösche laichen in den Gewässern. Zudem wurde im April 2023 der Laubfrosch gesichtet.

### Erholungsgebiete

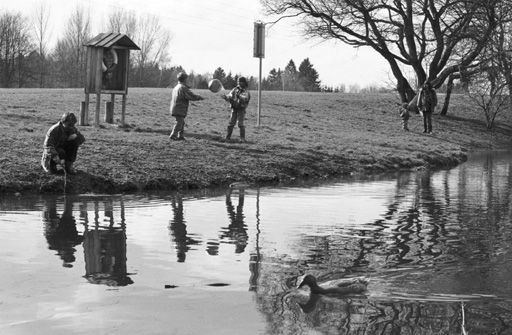
Paul-Diehl-Park (1992)

- An den westlichen Ortsrand grenzt der Kreuzlinger Forst (von der A 96 im Norden bis Pentenried (bei Gauting) im Süden).[5]
- Am Ostrand liegt der Lochhamer Schlag, ein Rest des großen Waldgürtels zwischen dem Würmtal und Hadern/Laim. Seit einigen Jahren befindet sich in ihm eine einfache Holzkapelle.[6]
- Beim Paul-Diehl-Park, der an der Würm und östlich des Lochham-Nordteils liegt und eine Naherholungsfunktion erfüllt, handelt es sich um die Fortsetzung des Pasinger Stadtparks, der als Landschaftsschutzgebiet ausgewiesen ist.
- An der Würm zwischen den alten Ortskernen von Gräfelfing und Lochham gibt es eine parkähnliche Grünanlage, die vor allem im Sommer für Freizeitaktivitäten genutzt wird.

## Geschichte

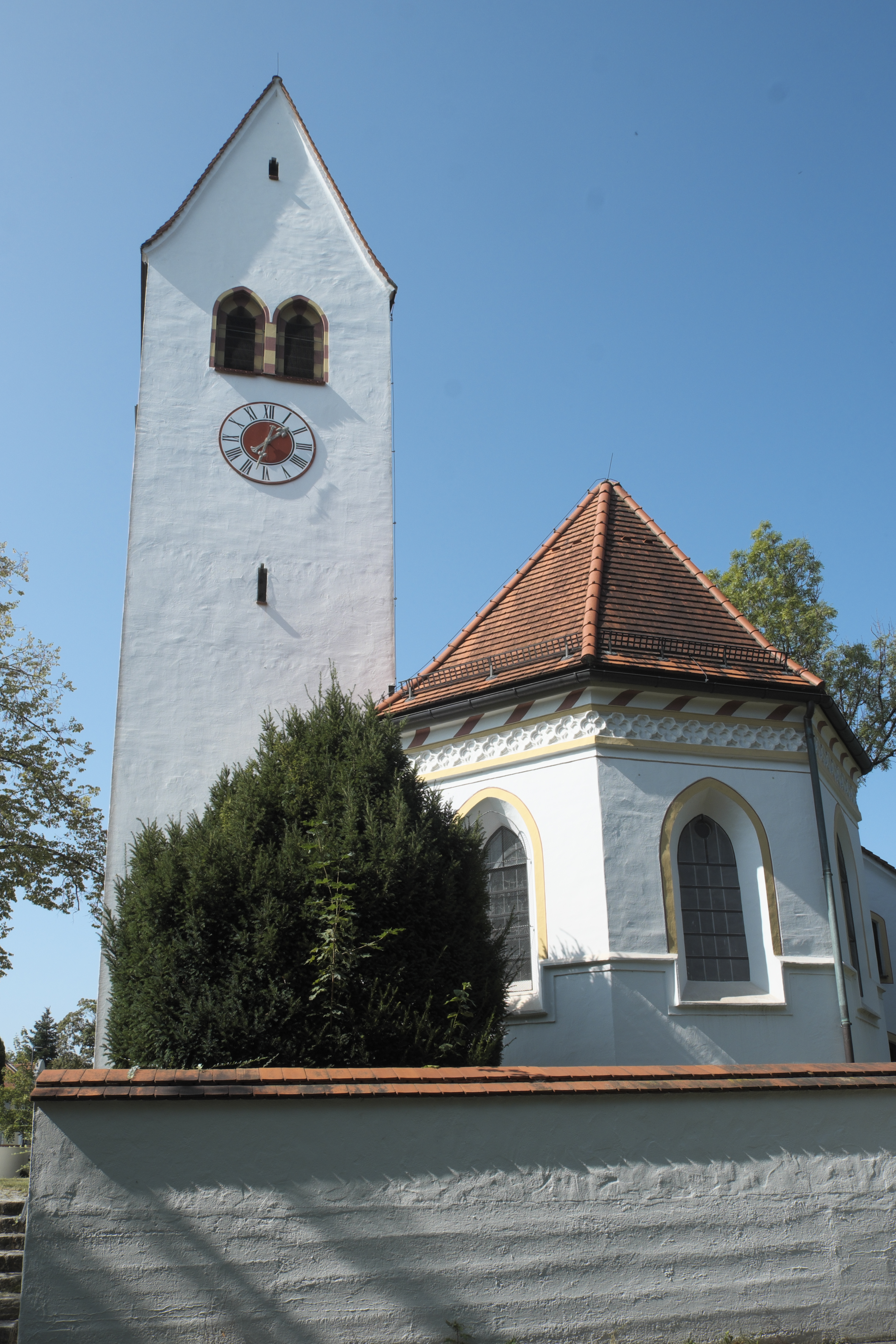
Die alte Kirche St. Stephan in Gräfelfing

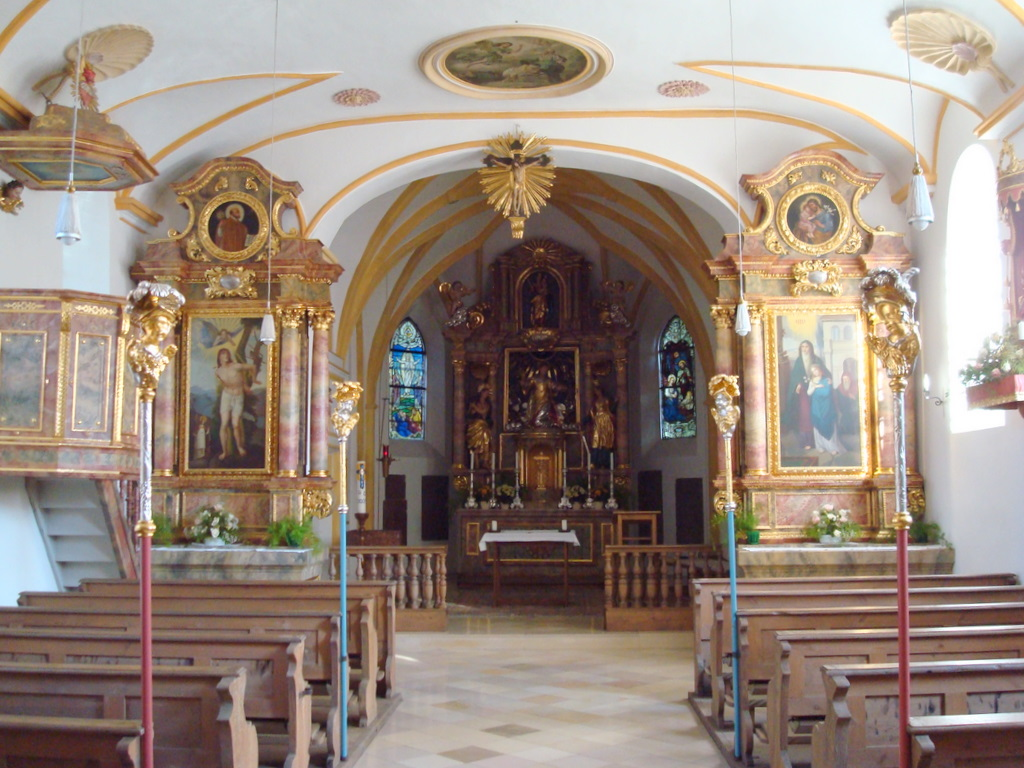
Innenraum von Alt St. Stephan

Nach Siedlungsspuren aus der Bronze-, Römer- und Merowingerzeit geht die erste urkundliche Erwähnung „Grefolvingas“ auf das Jahr 763 n. Chr. zurück, und zwar anlässlich einer Schenkung an das Kloster Scharnitz. Der Name verweist auf eine bajuwarische Sippensiedlung – es existieren Hypothesen, die daraus einen Sippenvater namens „Gra(u)wolf“ erschließen. Im 13. Jahrhundert wird Lochham erstmals erwähnt. Der Name geht höchstwahrscheinlich zurück auf „Lohe“, was zur damaligen Zeit einen lichten Mischwald bezeichnete. Der Sitz der Hofmarksherren Schloss Seeholzen lag an der Würm, an eben jenem Platz, an dem heute das Seniorenheim St. Gisela steht.
Jahrhundertelang waren Gräfelfing und Lochham kleine Dörfer an der Würm. Der karge Boden ließ keinen großen Reichtum zu, und die wenigen Höfe standen unter vielfältiger Grundherrschaft. Das erste bayerische Steuerkataster 1809 führte 32 Höfe in Gräfelfing und 18 in Lochham, von denen die meisten 1876 einem Brand zum Opfer fielen. Erst Anfang des 20. Jahrhunderts nahmen die Orte einen rasanten Aufschwung: Ausflugsgaststätten und Villenkolonien entlang der neuen Bahnlinie zum Starnberger See (bis 1962 Würmsee) sowie ein Fabrikviertel an der Würm brachten zahlreiche neue Bewohner in die Dörfer. Gräfelfing wurde im Zug der Verwaltungsreformen im Königreich Bayern 1818 eine selbständige politische Gemeinde, zu der auch das Dorf Lochham gehörte.
Durch den Krieg kamen zwar die Bauplanungen zum Erliegen, die Bevölkerung nahm jedoch durch Ausgebombte aus München, Flüchtlinge und Aussiedler explosionsartig zu, was die Wohnraumbeschaffung zum Problem und zur vorrangigen Aufgabe nach Kriegsende machte. Bürgermeister Paul Diehl und Gemeinderat Winter konnten mit dem vorbildlichen Finanzierungsmodell der Wohnungsbaugenossenschaft ab 1948 die ersten Wohnungen bereitstellen. Obwohl aus Kostengründen durch Errichtung von größeren Wohnblöcken der Grundsatz der Villenbebauung aufgegeben werden musste, hielt man doch an dem seit Jahrzehnten gepflegten Ideal der „Gartenstadt“ fest. Die Bevölkerungszahl stieg kräftig an, bis sie sich etwa um das Jahr 1968 bei rund 13.000 einpendelte. Dieser Entwicklung wurde Rechnung getragen durch einen regelrechten „Bauboom“: 1955 entstand zusätzlich zur 1909 erbauten Gräfelfinger Volksschule in Lochham ein Schulgelände mit Grund- und Hauptschule sowie Gymnasium. 1968 folgte das neue Rathaus. 1965 und 1986 kamen Altenheime in Gräfelfing und Lochham hinzu sowie 1984 das Bürgerhaus am Bahnhofsplatz, wohin sich das Ortszentrum von der Würm her im Lauf der Jahre verlagert hatte. Neben die spätgotische Kirche St. Stephan war bereits 1934 eine neue Pfarrkirche (Herz-Jesu-Kirche) an der Bahnhofstraße getreten, die allerdings 1971 wieder einem Neubau weichen musste. Die neugebaute Kirche St. Stefan wurde wieder dem heiligen Stephanus gewidmet.

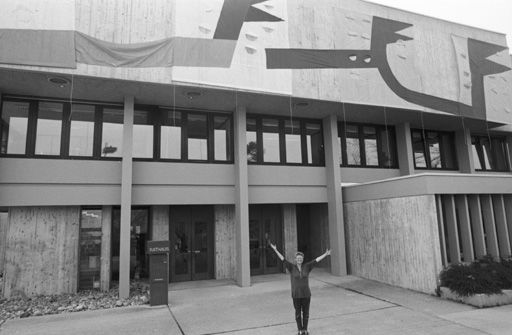
Kunstinstallation am Rathaus Gräfelfing (Mai 1992)

In Gräfelfing hatten in der Würmstraße 13 die für die Münchener Medizinische Wochenschrift tätige Anzeigenverwaltung und der Verlag Karl Demeter ihren Sitz. Von Anfang an bemühten sich die zu einer politischen Gemeinde vereinigten Orte trotz ihres Wachstums um den Erhalt ihres Charakters einer „Gartenstadt“ – mit lockerer Bebauung und großzügig angelegten Gärten. In der 30-jährigen kontinuierlichen Amtszeit von Bürgermeister Eberhard Reichert und seinem Vize Josef Schmid ab 1972 verlegte die Gemeinde den Schwerpunkt ihrer Aktivitäten auf den Ausbau der Infrastruktur und die Förderung kulturellen Lebens. Dieses ist auch heute noch geprägt durch Kunstausstellungen im Rathaus, das zweijährige Kulturfestival im Paul-Diehl-Park, Straßen- und Weinfest sowie kulturelle Veranstaltungen im Bürgerhaus. Berühmte Persönlichkeiten leben und lebten in Gräfelfing. Und auch als Kulisse für Dreharbeiten fungierte die Gartenstadt des Öfteren: Von 1987 bis 1993 beispielsweise wurde die Serie Die glückliche Familie mit Maria Schell und Siegfried Rauch in Gräfelfing gedreht. Die Serie handelt von der in Gräfelfing lebenden Familie Behringer, einer typischen Mittelstandsfamilie der späten 1980er-Jahre.
Gräfelfing liegt am Stadtrand der Landeshauptstadt München und wird als am „Tor zum Fünfseenland“ gelegen beworben. Es gibt zwei S-Bahnhöfe und Anschlüsse an die Autobahnen A96 und A99. In unmittelbarer Nähe befinden sich Forschungszentren der Max-Planck-Gesellschaft und der LMU München.
Der Gewerbesteuerhebesatz beträgt konstant 250 v.H.

## Bevölkerungsentwicklung
Zwischen 1988 und 2018 wuchs die Gemeinde von 12.853 auf 13.939 um 1.086 Einwohner bzw. um 8,5 % – der geringste prozentuale Anstieg im Landkreis im genannten Zeitraum.
| Jahr | Gemeinde Gräfelfing | Gräfelfing | Lochham |
| ---- | ------------------- | ---------- | ------- |
| 1871 | 289                 | 205        | 84      |
| 1900 | 465                 | 351        | 114     |
| 1925 | 1.663               | 1.378      | 285     |
| 1935 | 3.512               |            |         |
| 1950 | 9.632               | 6.069      | 3.563   |
| 1961 | 11.808              | 8.064      | 3.744   |
| 1970 | 12.781              |            |         |
| 1973 | 13.149              |            |         |
| 1995 | 13.308              |            |         |
| 1999 | 13.109              |            |         |
| 2005 | 13.001              |            |         |
| 2010 | 12.870              |            |         |
| 2015 | 13.596              |            |         |
| 2020 | 14.431              |            |         |

Die beiden Gemeindeteile Gräfelfing und Lochham bilden mittlerweile eine geschlossene Siedlung. Seit der Volkszählung 1970 wurden deshalb keine separate Einwohnerzahlen mehr ermittelt.

## Politik

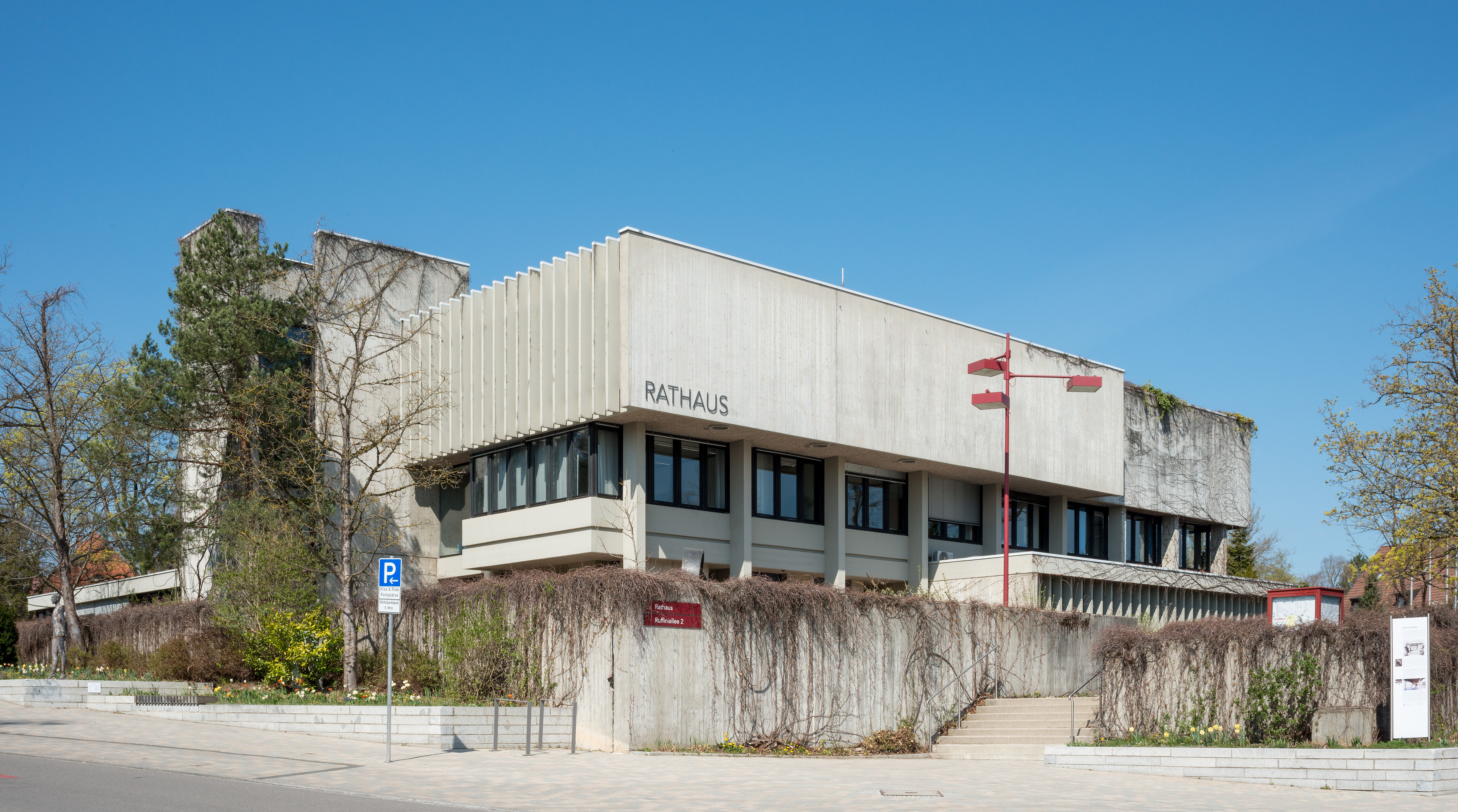
Rathaus der Gemeinde Gräfelfing

### Bürgermeister
1. Bürgermeister: Peter Köstler (CSU)[16]
2. Bürgermeister: Wolfgang Balk (IGG)
3. Bürgermeister: Martin Feldner (Grüne)

### Gemeinderat
Der Gemeinderat besteht aus 24 Mitgliedern. Für die Wahlperiode 2020–2026 setzt er sich so zusammen:
- CSU 8 Sitze
- Bürgerverein Gräfelfing-Lochham 3 Sitze
- Interessengemeinschaft Gartenstadt Gräfelfing 5 Sitze
- Bündnis 90/Die Grünen 5 Sitze
- SPD 2 Sitze
- FDP 1 Sitz

### Wappen
| Wappen von Gräfelfing | Blasonierung: „Geteilt durch einen blauen Wellenbalken von Gold und Silber; oben eine rote Laubkrone, unten eine stilisierte rote Buche mit sieben Blättern.“ |
| Wappen von Gräfelfing | Wappenbegründung: Der blaue Wellenbalken versinnbildlicht die Würm, die das Gemeindegebiet durchfließt. Die Laubkrone ist vom Dreikronenwappen des Benediktinerstifts Benediktbeuern hergeleitet und symbolisiert die engen Verbindungen zwischen Gräfelfing und dem Kloster, das hier schon im 11. Jahrhundert begütert und im 18. Jahrhundert nach der Hofmark Seeholzen die zweitgrößte Grundherrschaft im Gemeindegebiet war. Die Krone findet sich außerdem im Freisinger Hochstiftswappen (rot gekrönter Mohrenkopf), womit auf die seit dem 9. Jahrhundert belegten kirchlichen und grundherrschaftlichen Beziehungen zu Freising hingewiesen wird. Mit der roten siebenblätterigen Buche wurde das für den Namen Rottenbuch redende heraldische Symbol des Chorherrenstifts übernommen, dem Bischof Otto II. von Freising 1206 die Gräfelfinger Kirche übertragen hatte; das Recht, die Pfarrei zu besetzen, lag bis 1790 bei Rottenbuch, danach beim Bischof von Freising. Die Buche ist auch ein für die Lage Gräfelfings inmitten ausgedehnter Waldgebiete passendes Bild. Dieses Wappen wird seit 1961 geführt. |

## Kultur und Sehenswürdigkeiten

### Bauwerke

#### Alt St. Stephan
Seit spätestens 1315 ist eine romanische Kirche in Gräfelfing bekannt, die an der Stelle des heutigen Gotteshauses stand. In spätgotischer Zeit (ca. 1480–1505) wurde der Altarraum von St. Stephan zu einem Polygonalchor erweitert und der heutige Sattelturm angebaut. Ab 1656 erfolgten mehrere barocke Erneuerungen, die bis heute sichtbar sind. Besonders bedeutend war zwischen 1689 und 1717 die Aufstellung des Hochaltars, geschaffen vom Schongauer Bildhauer Johann Pöllandt.

#### St. Stefan
Im Jahr 1933 wurde westlich der Würm die Herz-Jesu-Kirche erbaut, die wegen der politischen Verhältnisse nicht abgeschlossen werden konnte. Aufgrund von Baufälligkeit musste die Kirche 1970 abgerissen werden und stattdessen wurde im nächsten Jahr die heutige Pfarrkirche St. Stefan errichtet. Die Saalkirche hat ein überstehendes Satteldach und einen an der Westseite freistehenden modernen Kirchturm. Der Kreuzweg wurde von Franz Hämmerle 2009 aufgehängt und 2012 um drei weitere Darstellungen außerhalb der Kirche ergänzt. Die Orgel wurde 1972 von G. F. Steinmeyer & Co. erbaut und 1992 von Orgelbau Christoph Kaps umgebaut.

#### St. Johannes Baptist

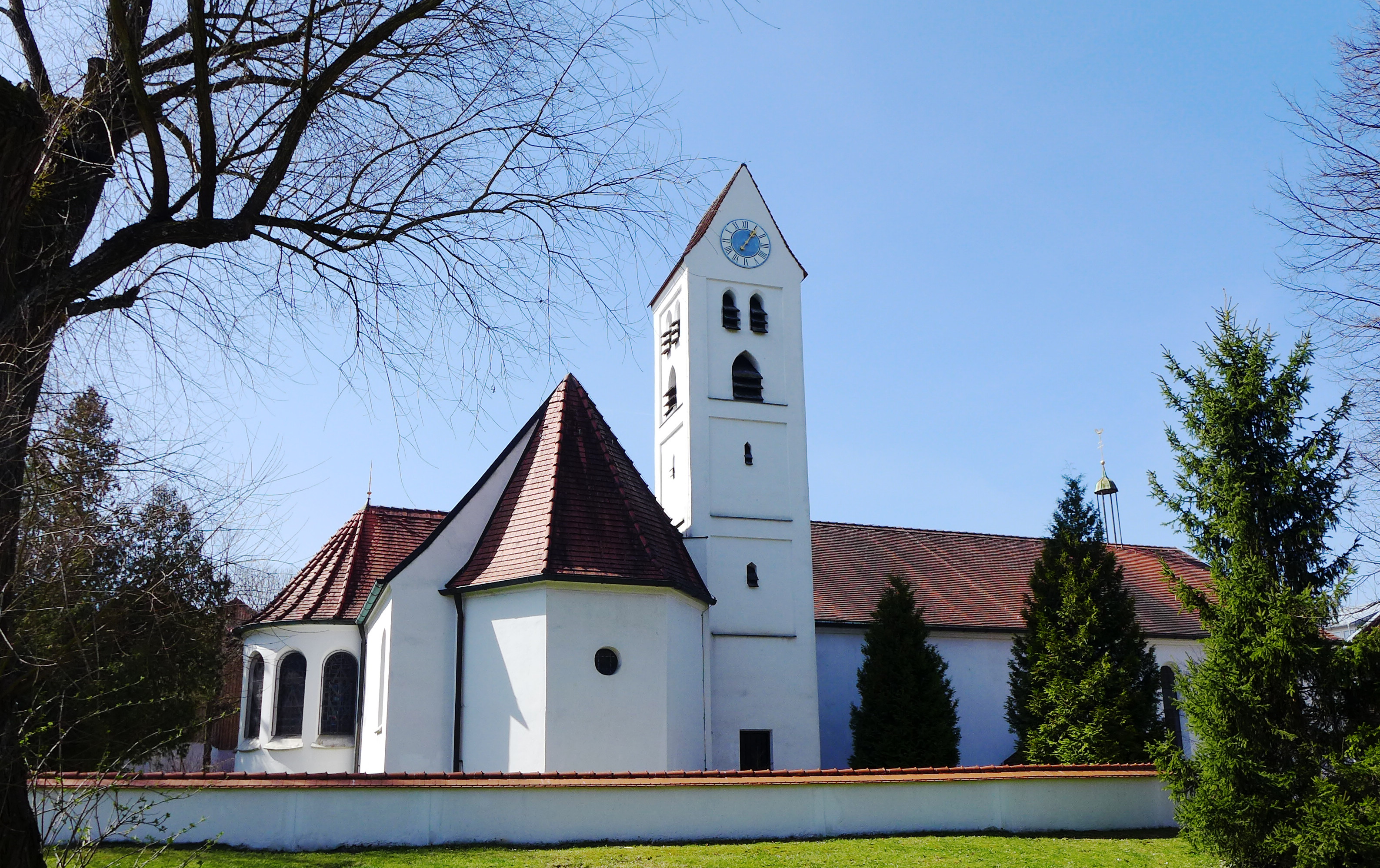
Die Kirche St Johann Baptist in Lochham

Das Kirchengebäude liegt an der Würm und diente als Taufkirche der Pfarrei. 1955 wurde der gotische Bau vor allem für die Am Anger lebenden Aussiedler aus Schlesien und dem Sudetenland wesentlich vergrößert und umgebaut. Dabei funktionierte man das alte Schiff zum Querhaus um und fügte Langhaus und Chor mit modernen Glasfenstern von Max Wendel an.

#### St. Johannes Evangelist
Nach dem Zweiten Weltkrieg siedelten viele Vertriebene in Gräfelfing und für sie wurde 1947 St. Johannes Evangelist erbaut. Die Kirche wurde dann 1954 zur Pfarrkirche erhoben und erhielt vier Jahre später ein Pfarrheim. Auf dem Saalbau erhebt sich am Westende ein kurzer Turm über das Satteldach. Der Innenraum ist spärlich eingerichtet und der Altarbereich verfügt nur über einen Volksaltar.

#### St. Joseph
Die Waldkapelle St. Joseph wurde 1922 im Auftrag von Bäckermeister Josef Schöfer erbaut und liegt nordwestlich von Gräfelfing. Der neobarocke Saalbau mit eingezogenem Polygonalchor und Vorhalle besitzt einen achteckigen Dachreiter mit Glockendach. Jährlich organisiert die Bäckerinnung dort einen Festgottesdienst.

#### Villen in Gräfelfing
Die ehemaligen Gräfelfinger Villenkolonien, die Anfang des letzten Jahrhunderts in Gräfelfing begründet wurden, prägen bis heute das Ortsbild. Doch auch darüber hinaus ist die sogenannte „Gartenstadt“ architektonisch sehr vielfältig und definiert sich über ihre unterschiedlichen Baustile. Strenge, einheitliche Gestaltungsrichtlinien – wie es sie zum Teil in anderen oberbayerischen Gemeinden gibt – werden bewusst nicht vorgegeben. So eröffnen neben zahlreichen erhaltenswerten Ensembles durchaus auch moderne Bauten einen gewünschten Spannungsbogen. Überregional bekannte und renommierte Architekten haben dem Gräfelfinger Ortsbild ihre Handschrift verliehen. In den 1930er Jahren entwarf Sep Ruf beispielsweise einige Wohnhäuser in Gräfelfing und Lochham.

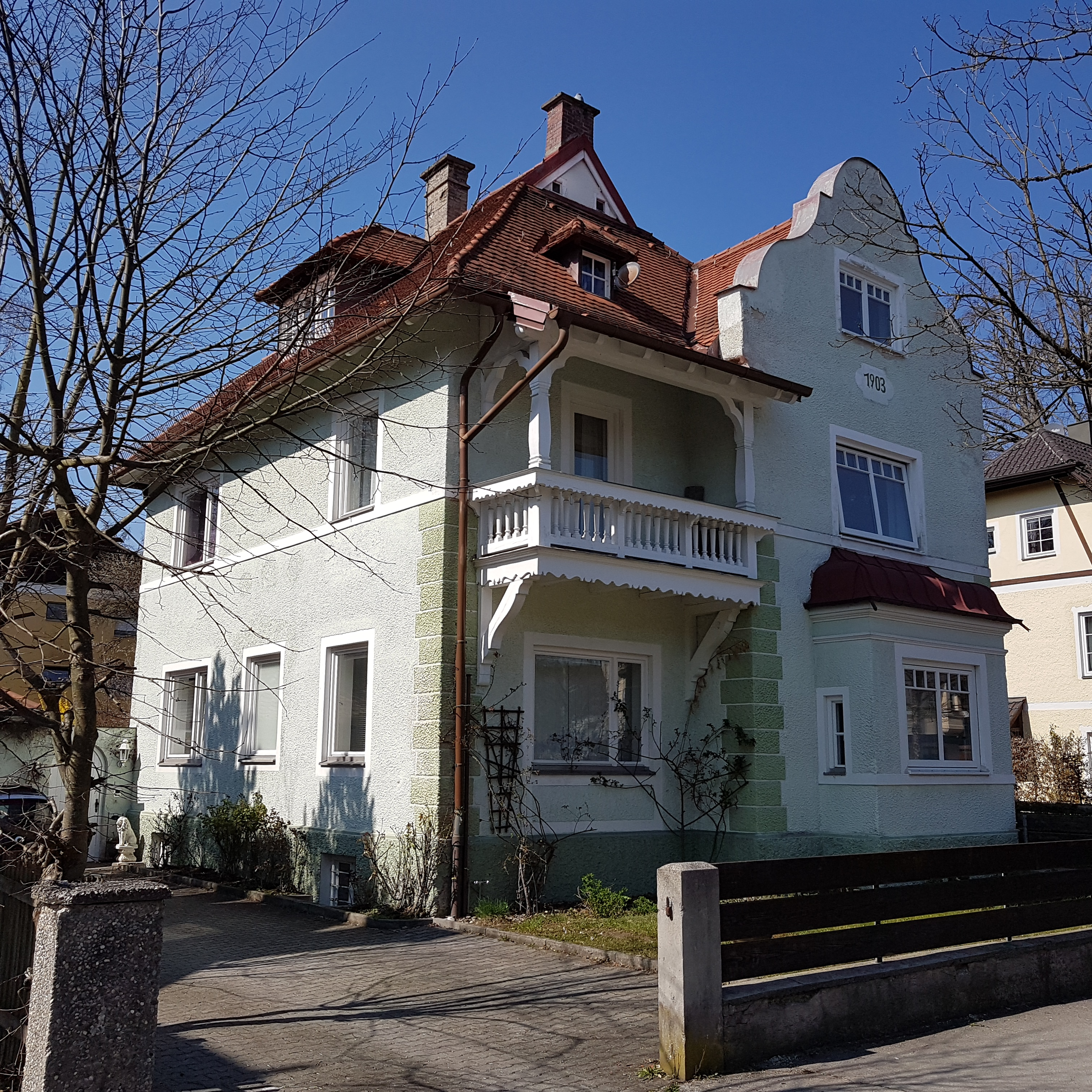
Villa in der Steinkirchner Straße 6
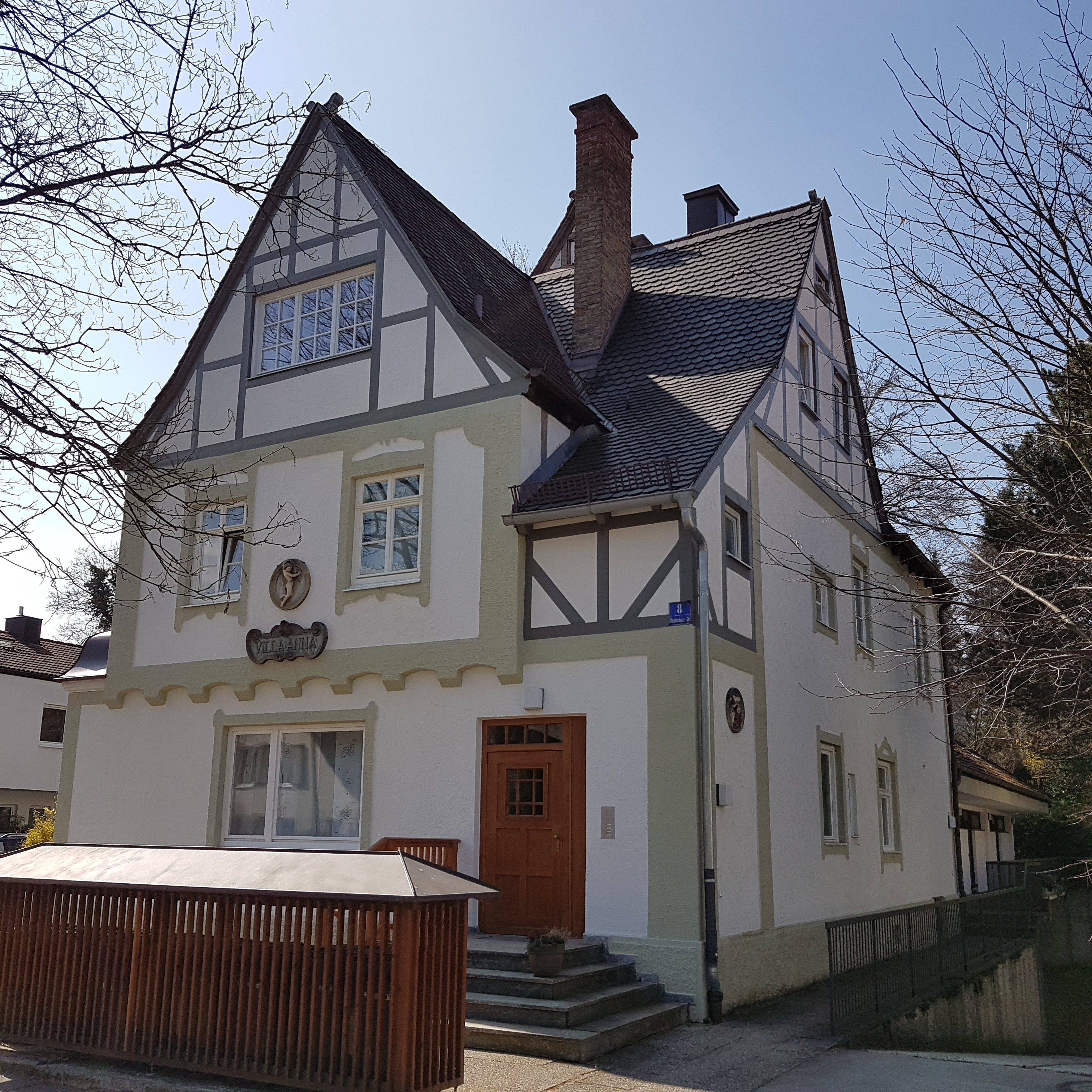
Villa in der Steinkirchner Straße 8
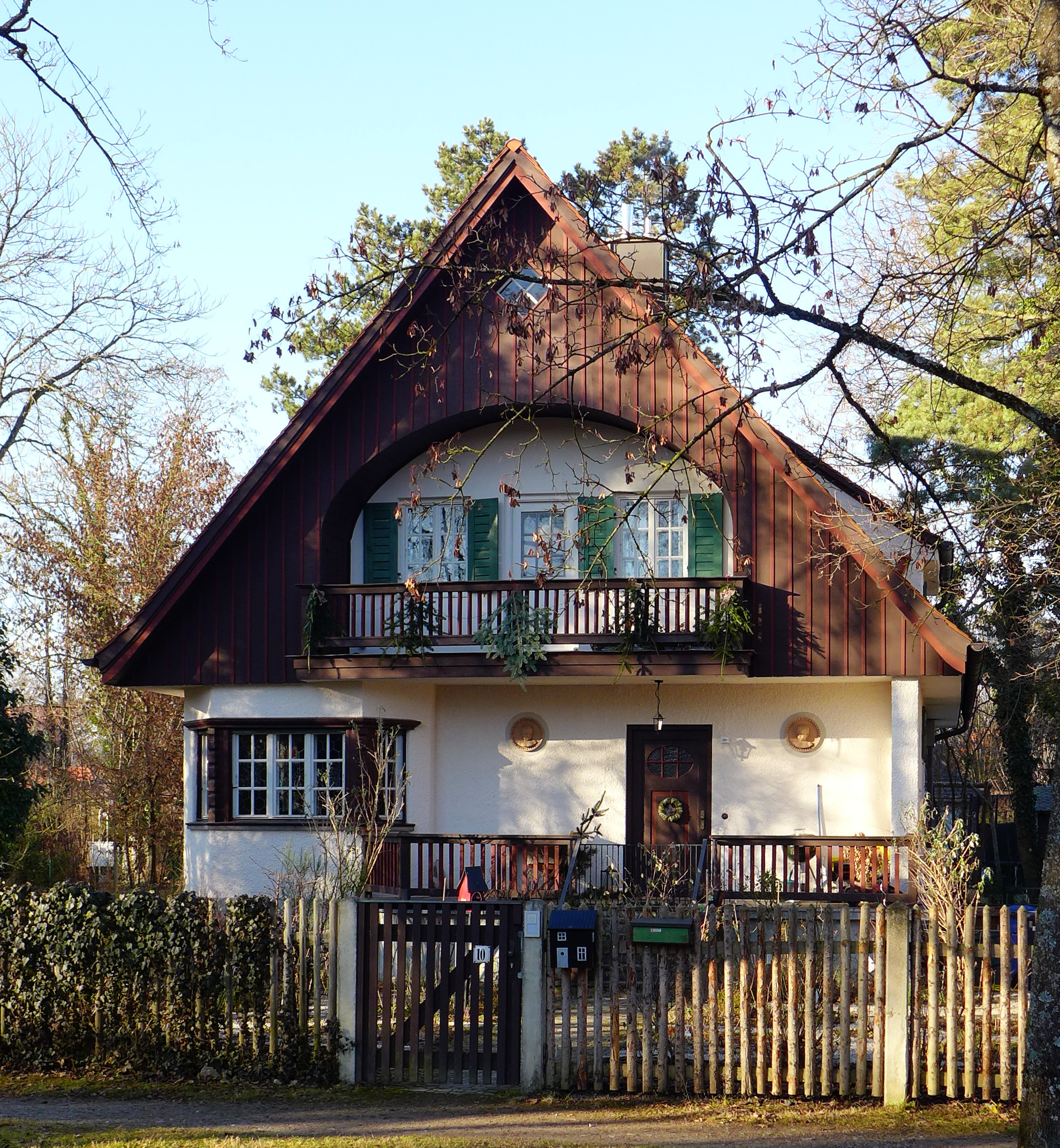
Villa in der Tassilostraße 10
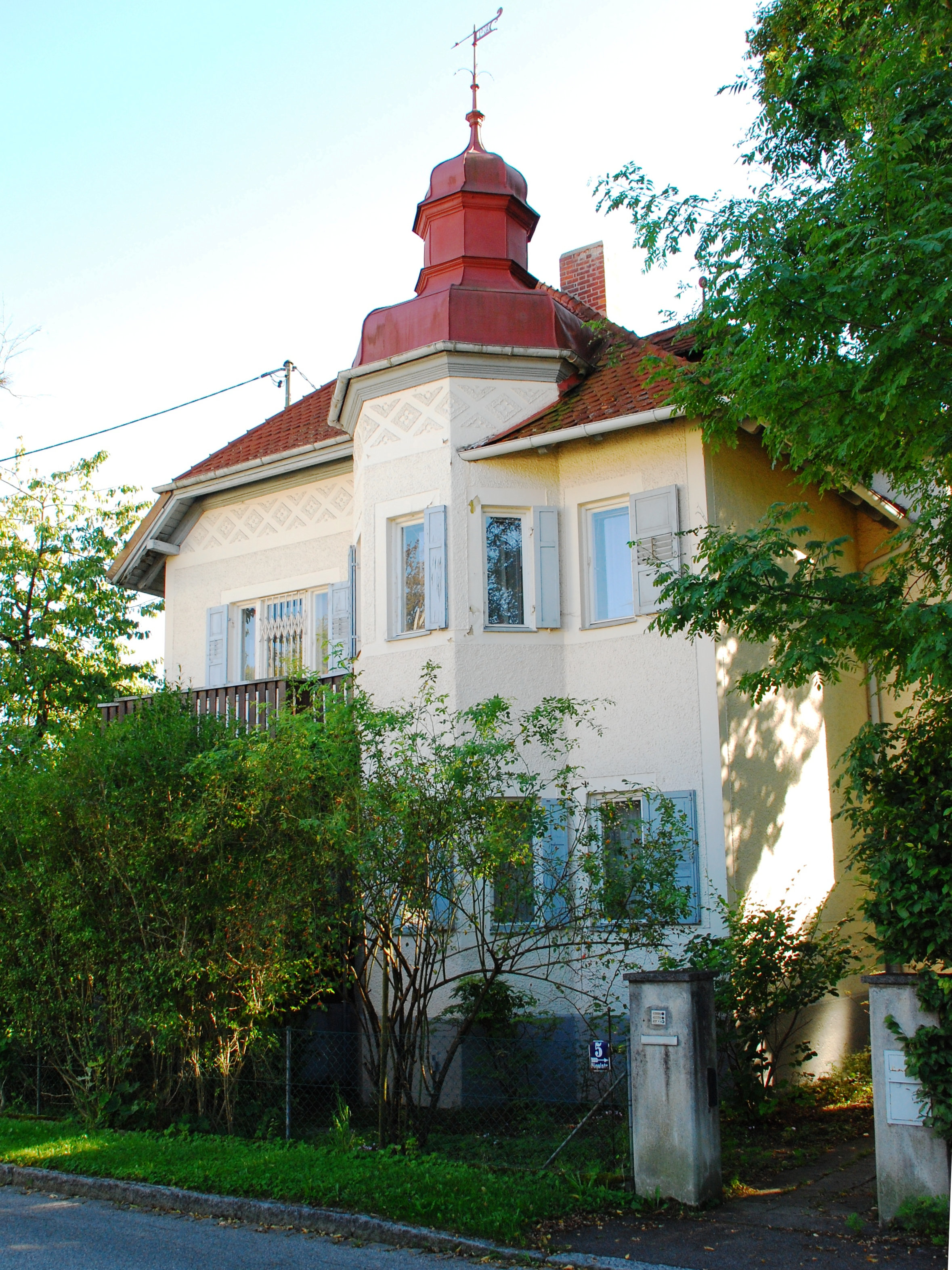
Villa in der Hügelstraße 5
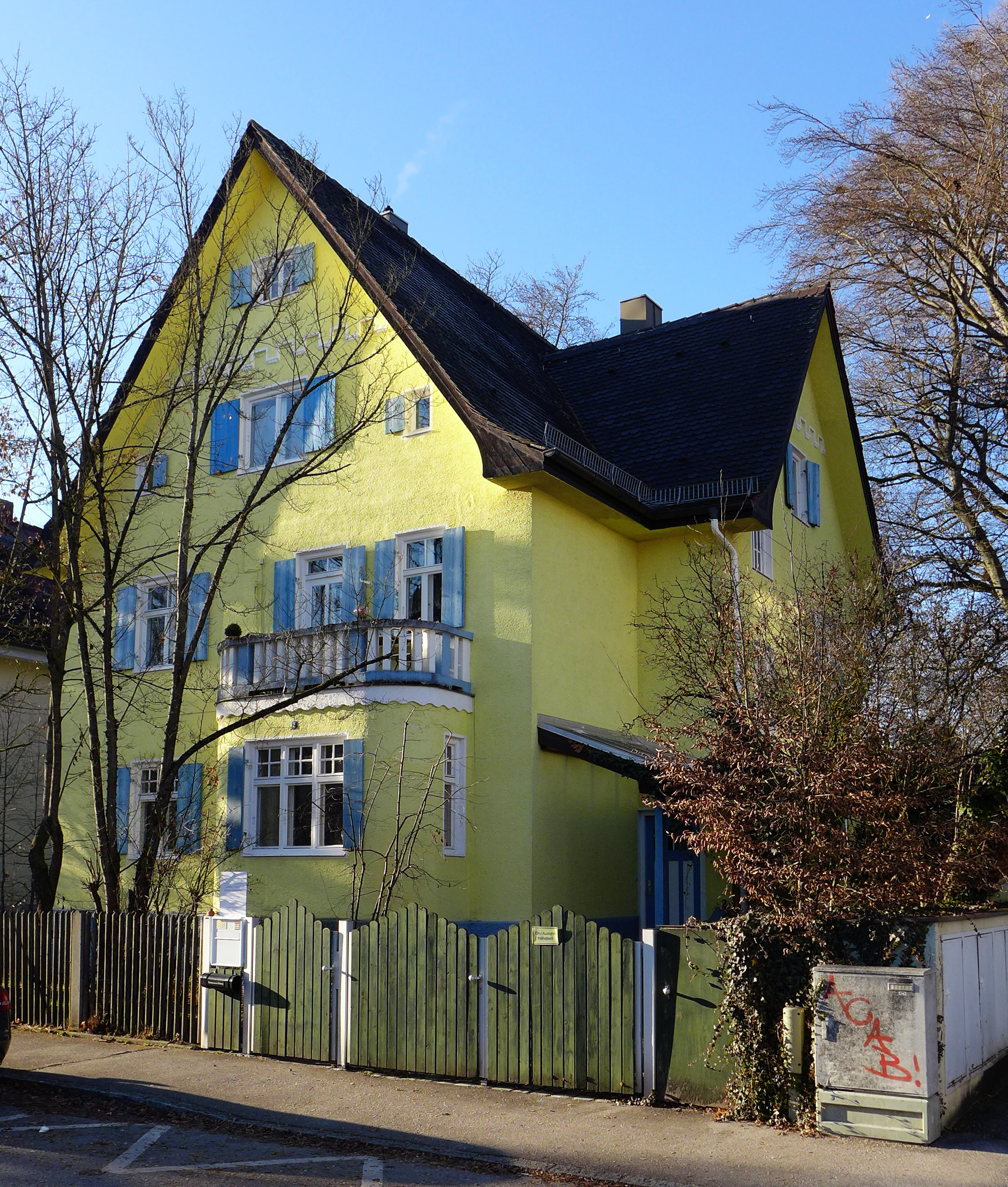
Villa in der Grawolfstraße 2

#### Friedhof Gräfelfing
Ein bemerkenswertes architektonisches Beispiel ist der alte Teil des Gräfelfinger Friedhofs, der auf das Jahr 1913 zurückgeht. Er steht unter Denkmalschutz. Auf ihm ruhen viele bekannte Persönlichkeiten. Gestaltet wurde er vom Direktor der Münchner Kunstgewerbeschule Richard Riemerschmid. Der berühmte Jugendstil-Architekt entwarf für Gräfelfing eine Anlage nach den dekorativen Ideen des Jugendstils: lockere Baumgruppen, Hecken in der Form von Mustern und Ornamenten, weich fließende, naturbelassene Übergänge zwischen Gräbern und Wegen sowie eine sorgfältig abgestimmte harmonische Anordnung von liegenden und stehenden Grabsteinen.
Nach dem Vorbild des Münchner Waldfriedhofs sollten die Toten hier „sanft in den Schoß der Natur“ zurückkehren. Auch die Aussegnungshalle war ein Teil des Jugendstil-Konzepts: Ihre Rotunde wird gekrönt von einer Kuppel, die weithin sichtbar über den Ort grüßt. Der Schöpfer des Friedhofs verstarb 1957 in München und wurde auf eigenen Wunsch auch auf „seinem“ Waldfriedhof in Gräfelfing beigesetzt. 1999 wurde der Friedhof nach Osten hin erweitert und eine neue Aussegnungshalle nach den Plänen von Gunther Wawrik errichtet.
In der Nähe des Friedhofs erinnert eine Bronze-Skulptur an den Todesmarsch von 6.887 KZ-Häftlingen, der am 26. April 1945 durch Gräfelfing und weiter durch das Würmtal führte. Acht identische Denkmäler wurden an den anderen Stationen der Route aufgestellt.

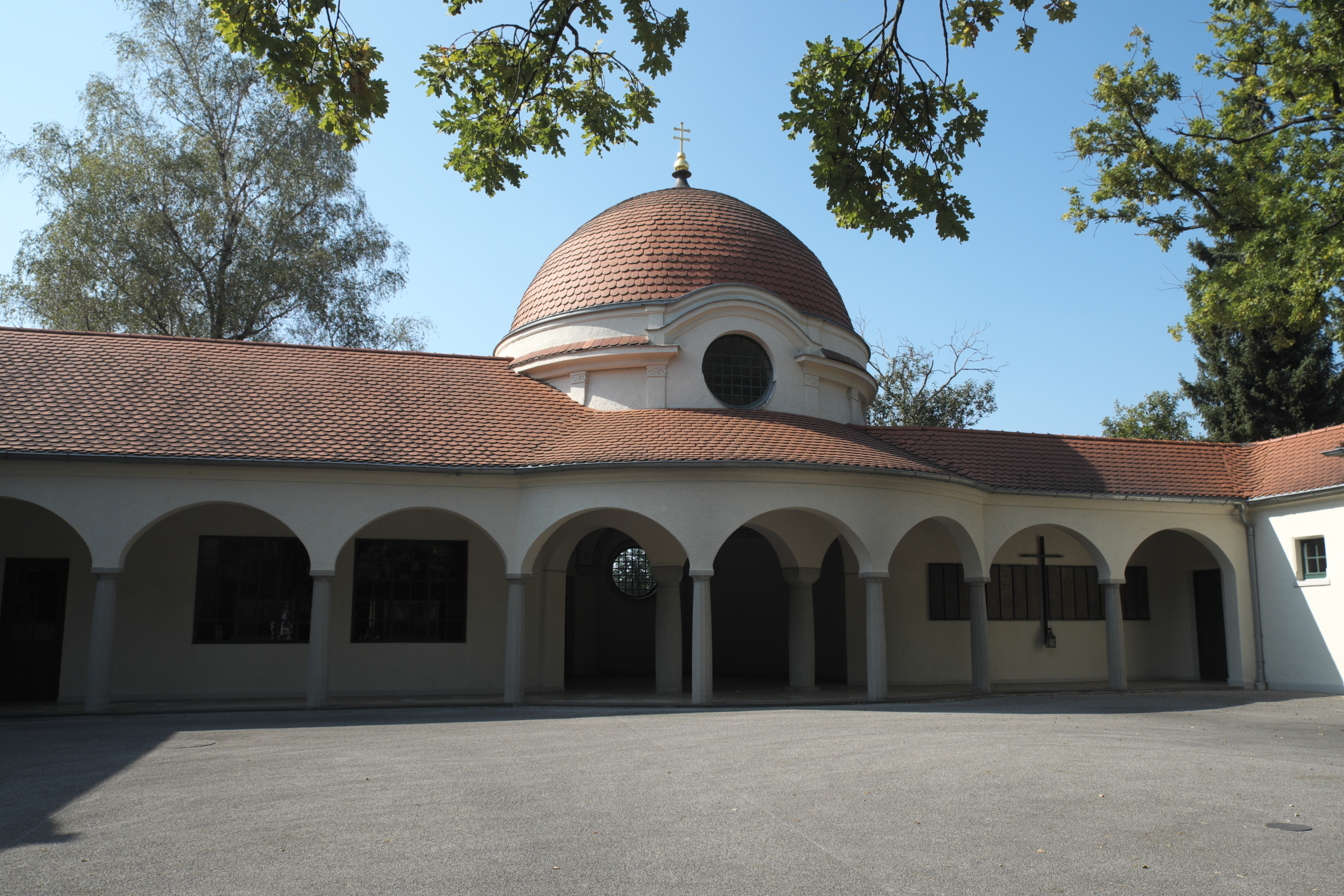
Friedhof Gräfelfing Arkadengang gestaltet von Richard Riemerschmid, 1913
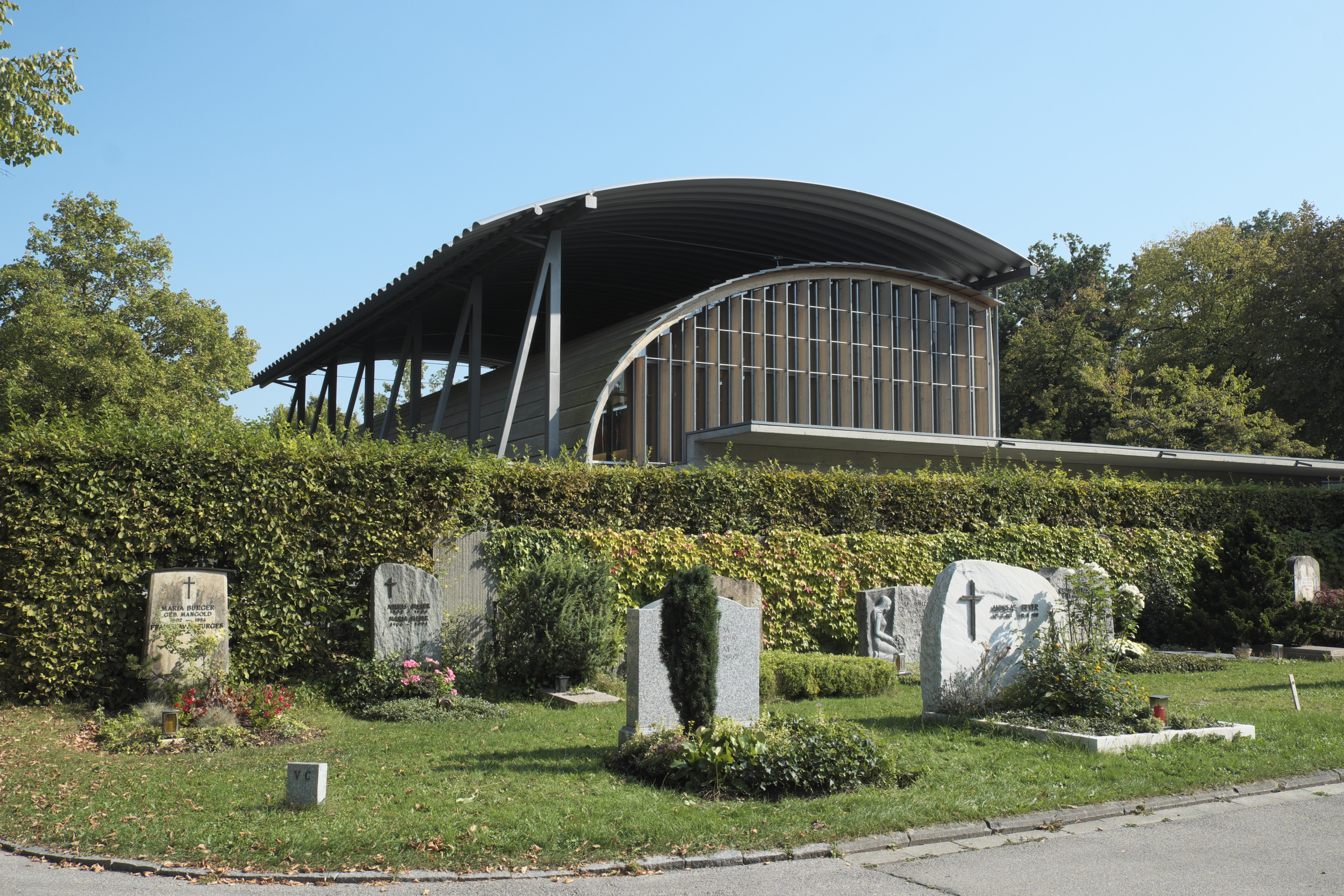
Aussegnungshalle im Neuen Teil des Friedhofs Gräfelfing gestaltet von Gunther Wawrik, 1999
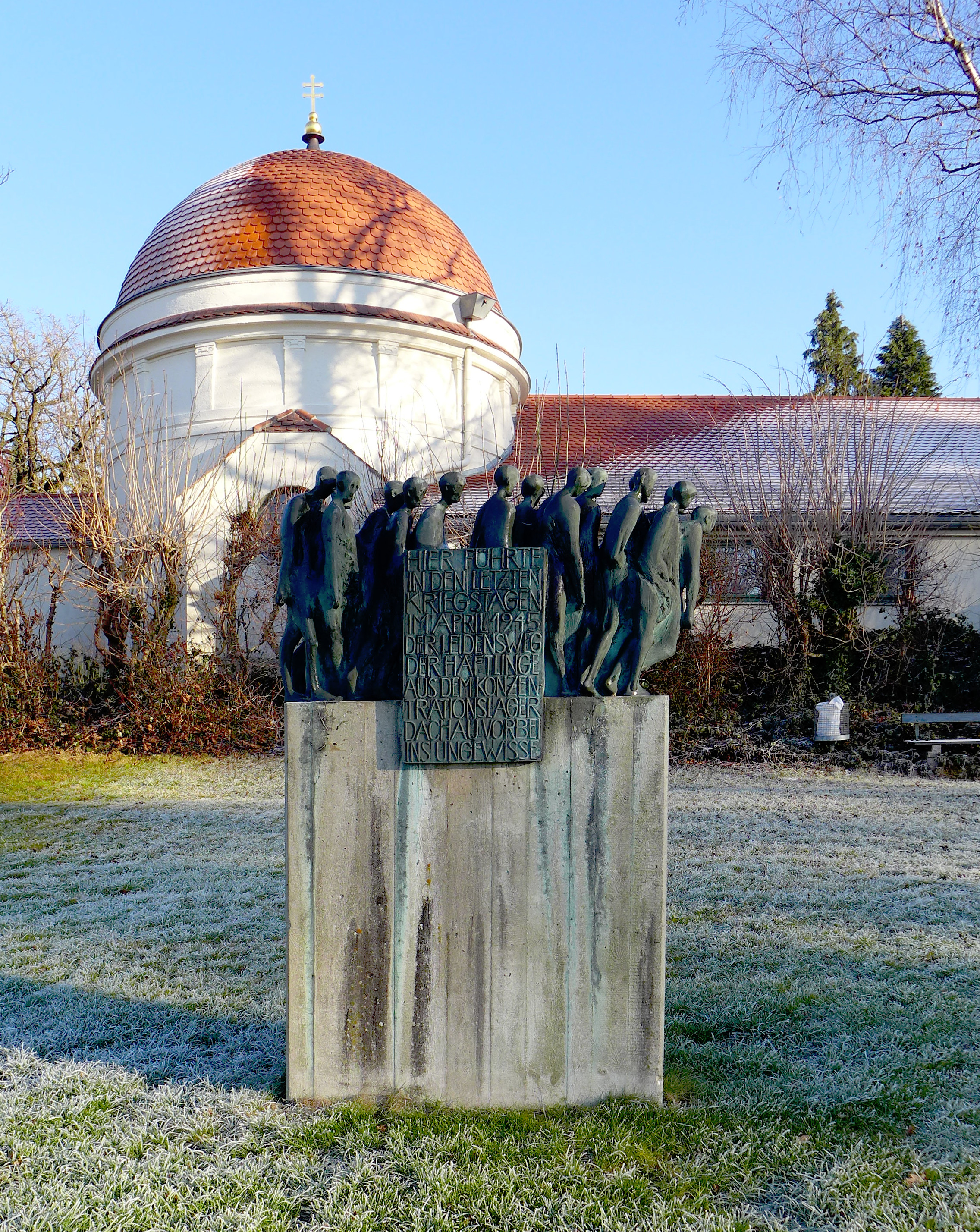
Denkmal zum Todesmarsch von Dachau vor dem Friedhof Gräfelfing

### Sport
- TSV Gräfelfing – Fußball, Handball, Tischtennis, Leichtathletik u. a.
- SK Gräfelfing – Schach, zeitweilig 2. Bundesliga
- TC Grün-Weiß Gräfelfing – Tennis

2021 bewarb sich die Gemeinde zusammen mit Planegg und dem Landkreis München als Host Town für die Gestaltung eines viertägigen Programms für eine internationale Delegation der Special Olympics World Summer Games 2023 in Berlin. 2022 wurde sie als Gastgeberin für Special Olympics Papua-Neuguinea ausgewählt. Damit wurde sie Teil des größten kommunalen Inklusionsprojekts in der Geschichte der Bundesrepublik mit mehr als 200 Host Towns. Die Delegation bestand aus 10 Personen.

### Freiwillige Feuerwehr
Im Jahr 1874 wurde eine Pflichtfeuerwehr errichtet, die ein kleines Feuerwehrhaus am Nordende der Würmstraße erhielt. Die Wehr nahm zwei Jahre später an der Löschung der Brandkatastrophe von Lochham teil. Die Pflichtwehr war aufgrund der Sonntagsübungen unbeliebt, weshalb eine Freiwillige Feuerwehr gewünscht wurde. Diese wurde schließlich am 21. September 1890 von 44 Personen gegründet. Zu Beginn gab es nur eine Handpumpe, zwei Hydrantenwagen und eine Trageleiter. Die Wehr erreichte 1908 eine Zahl von 72 Aktiven und erhielt ein Jahr später von der Gemeinde das ehemalige Schulhaus als Gerätehaus. Im Jahr 1929 wurde die erste Motorspritze und 1941 ein damals modernes LF 8 angeschafft. Seitdem kamen viele Fahrzeuge hinzu. Im Jahr 1964 wurde die Funkalarmierung eingeführt.
Das alte Gerätehaus wurde 1951 durch ein neues Feuerwehrhaus an der Bahnhofsstraße für 100.000 DM ersetzt, das im Jahr 1976 durch einen Erweiterungsbau für 2,4 Millionen DM ergänzt wurde. Bereits 1987 entstand eine Partnerschaft mit der Wehr der Ortschaft Zauchen in der Steiermark sowie 1989 mit Zschorlau im Erzgebirge. Die Wehr hat 120 aktive und zehn jugendliche Mitglieder. Von 2006 bis 2010 wurde das Feuerwehrhaus saniert. Im Jahr 2024 beschloss der Gemeinderat einen Anbau mit fünf Wohnungen für 9,3 Millionen Euro zwischen die bestehenden Gebäude zu bauen.

## Wirtschaft und Infrastruktur

### Wirtschaft
In einer Studie aus dem Jahre 2021 zum Kaufkraftvolumen deutscher Gemeinden belegte Gräfelfing den 5. Platz mit durchschnittlich 45.388 Euro Pro-Kopf-Kaufkraft.

### Verkehr
Die Anbindung an das Münchner S-Bahn-Netz wird durch die zwei Haltepunkte Lochham und Gräfelfing der Linie S 6 gewährleistet.
| Linie | Linienverlauf |
| ----- | --- |
| S6    | Tutzing – Feldafing – Possenhofen – Starnberg – Starnberg Nord – Gauting – Stockdorf – Planegg – Gräfelfing – Lochham – Westkreuz – Pasing – Laim – Hirschgarten – Donnersbergerbrücke – Hackerbrücke – Hauptbahnhof – Karlsplatz (Stachus) – Marienplatz – Isartor – Rosenheimer Platz – Ostbahnhof – Leuchtenbergring – Berg am Laim – Trudering – Gronsdorf – Haar – Vaterstetten – Baldham – Zorneding – Eglharting – Kirchseeon – Grafing Bahnhof – Grafing Stadt – Ebersberg |

Auch die Stadtbuslinie 160 und die Regionalbuslinien 258, 259, 265, 267 und 268 fahren nach bzw. durch Gräfelfing.
| Linie | Linienverlauf | Verkehrsunternehmen |
| ----- | --- | ------------------- |
| 160   | Karlsfeld, Gartenstraße – Allach () – Blutenburg – Pasing ( ) – Lochham () – Gräfelfing – Großhadern () – Waldfriedhof | MVG                 |
| 258   | Lochham, Starnberger Straße – Lochham () – Gräfelfing, Rathaus – Planegg () – Gräfelfing ()                            | Watzinger           |
| 259   | Pasing ( ) – Lochham, Heitmeiersiedlung – Gräfelfing, Am Haag – Martinsried                                            | Demmelmair          |
| 265   | Pasing ( ) – Gräfelfing – Steinkirchen – Planegg ()                                                                    | Demmelmair          |
| 267   | Altenburgstraße – Lochham () – Martinsried – Fürstenried West ()                                                       | Watzinger           |
| 268   | Waldfriedhof – Großhadern () – Gräfelfing ()                                                                           | Watzinger           |

Über die eigene Anschlussstelle an der A 96 oder die nahegelegene A 99 ist Gräfelfing auch problemlos über die Autobahn zu erreichen. (Stand 2022)

### Öffentliche Einrichtungen
- Bürgerhaus
- Bücherei
- Betriebs- und Wertstoffhof
- Gemeindearchiv
- Gemeindebau GmbH

### Bildungseinrichtungen
- Doemens – Brauereischule
- Kurt-Huber-Gymnasium
- Grund- und Mittelschule Lochham
- Grundschule Gräfelfing
- Akademie des bayerischen Bäckerhandwerks
- Jugendmusikschule Gräfelfing
- Schule der Phantasie

## Persönlichkeiten

### Ehrenbürger
- Josef Geiger (1833–1912), Landtagsabgeordneter und Kgl. Oberlandesgerichtsrat
- Simon Spitzlberger († 1918), Dekan und Pfarrer 1887–1918
- Josef Huber, Bürgermeister 1916–1933
- Josef Weinbuch, Stifter des Geländes für das Altenheim St. Gisela
- Rudolf von Hirsch (1875–1975), Schlossherr von Planegg
- Paul Diehl (1886–1976), Bürgermeister 1948–1960
- Sigi Segl (1921–2000), Heimatdichter, Lehrer und 3. Bürgermeister ab 1978
- Johann Winter, Vorstand Wohnbaugenossenschaft Am Anger
- Eberhard Reichert (* 1942), Bürgermeister 1972–2002
- Josef Schmid (1936–2016), 2. Bürgermeister 1972–2002

### In Gräfelfing geboren
- Reiner Anselm (* 19. März 1965), evangelischer Theologe
- Ann Catrin Apstein-Müller (* 13. April 1973), Lyrikerin und Übersetzerin
- Daniel Bayerstorfer (* 11. März 1989), Schriftsteller und Übersetzer
- Philipp Brammer (* 28. August 1969; † 28. Juli 2014), Schauspieler
- Caroline Ebner (* 24. Mai 1970), Schauspielerin und Synchronsprecherin
- Nepo Fitz (* 14. Juni 1981), Musikkabarettist, Sänger und Pianist
- Christian Frosch (* 1968), Künstler und Hochschullehrer
- Claudia Hengst (* 3. September 1969), Schwimmerin
- Florian Jungwirth (* 27. Januar 1989), Fußballspieler
- Sebastian Kempf (* 2. Juni 1995), Schauspieler, Hörspiel- und Synchronsprecher
- Sandro Kirtzel (* 15. August 1990), Schauspieler
- Frank Kleber (* 11. Februar 1981), Skeletonpilot
- Alban Knecht (* Juni 1968), Soziologe
- Johannes Kobilke (* 1. Oktober 1973), Komponist
- Rainer Kraft (* 8. Januar 1974), Chemiker und Politiker
- Susanne Krauss (* 4. Februar 1967), Fotografin, Illustratorin und Autorin
- Rüdiger Meichsner (* 5. August 1940), Kameramann
- André Meier (* 31. Oktober 1996; † 2020), deutscher Volleyballspieler
- Miriam Morgenstern (* 20. Mai 1987), Schauspielerin und Sängerin
- Patrick Nothhaft (* 14. Januar 1995), Fußballspieler
- Ursula von Petz (* 27. Dezember 1939; † 12. August 2022), deutsche Stadtplanerin und Hochschullehrerin
- Julia Post (* 1989), deutsche Politikerin (Bündnis 90/Die Grünen), Landtagsabgeordnete[39]
- Ingo Resch (* 24. Dezember 1939; † 23. April 2020), Verleger
- Clemens Theobert Schedler (* 15. April 1962), österreichischer Grafikdesigner und Buchgestalter
- Arnd Schimkat (* 28. Januar 1969), Schauspieler, Komiker und Autor
- Sandro Schmalzl (* 15. August 1984), Ingenieur und Sänger
- Christophe Schmidt (* 15. Juni 1983), Snowboarder
- Clara Schöne (* 6. Juli 1993), Fußballspielerin
- Judith Spiesser (* 1982), Opern-, Operetten- und Oratoriensängerin
- Edeltraut Staimer (* 6. April 1927), katholische Theologin
- Markus Steffen (* 12. August 1968), Gitarrist, Komponist, Musikpädagoge
- Marko Topo (* 13. September 2003), deutsch-serbischer Tennisspieler
- Gérard Turbanisch (* 12. September 1956), ehemaliger Entwicklungshelfer in Afrika
- Hans-Uwe Ullrich (* 1. Juni 1938), deutscher Generalmajor der Bundeswehr
- Patrick Weihrauch (* 3. März 1994), Fußballspieler
- Michael Wolf (* 19. Dezember 1967), Schauspieler
- Philipp Wolff (* 1972), Vizepräsident des Bundesnachrichtendienstes
- Florian Lange (* 1974), Schauspieler
- Patrick Ziegler (* 9. Februar 1990), Fußballspieler
- Julia Zorn (* 6. Februar 1990), Eishockeynationalspielerin

### Mit Gräfelfing verbunden
- Gilda Aita (* 1943), österreichische Bildhauerin, Malerin und Grafikerin
- Marianne Alfermann (1891–1954), Schauspielerin und Opernsängerin
- Edmund Banaschewski (1907–1992), Verleger und Politiker
- Ulla Baur (* 1960), Geigerin und Konzertmeisterin
- Anni Biechl (* 1940), Leichtathletin
- Hans Billian (1918–2007), Filmregisseur
- Heidi Brühl (1942–1991), Schlagersängerin und Schauspielerin
- Hans Caninenberg (1913–2008), Schauspieler und Schriftsteller
- Peter Carsten (1928–2012), Schauspieler (08/15, Katanga, Drillinge an Bord)
- Max Dieckmann (1882–1960), Erfinder und Mitbegründer der modernen Funktechnik
- Hans Cornelius (1863–1947), Philosoph, Psychologe, Pädagoge und Hochschullehrer
- Ferdinand Diehl sen., Maler, Robert Diehl, Maler, Hermann Diehl, Ferdinand Diehl, Gründer der Diehl Film und Schöpfer berühmter Trickfilme
- Günter Edin (1941–2016), Musiker, Liedermacher und Komponist
- Werner Egk (1901–1983), Komponist
- Ludwig Erhard (1897–1977), später zweiter Bundeskanzler der Bundesrepublik, lebte 1945 kurzzeitig in Gräfelfing, als er Direktor der Verwaltung für Wirtschaft des Vereinigten Wirtschaftsgebiets war
- Gerhard Frey (1933–2013), Verleger und DVU-Vorsitzender
- Christian Frosch (* 1968), Künstler
- Teresita von Freyberg (1937–2009), uruguayische Adelige und Diözesanoberin der Malteser
- Hermann von Glenck (1883–1952), Schweizer Komponist
- Gerhard Gmell (Barny Murphy, * 1954), Gitarrist und Gründungsmitglied der Rock’n-Roll-Band Spider Murphy Gang
- Christoph Göbel (* 1974), Landrat des Landkreises München für die Wahlperiode 2014–2020
- Walter Goetz (1867–1958), Historiker in Tübingen, Straßburg und Leipzig
- Wolfgang Görl (* 1954), Journalist, Reporter und Kolumnist
- Rudolf Gunst (1883–1965), Kommunalbeamter und Aktivist der katholischen Friedensbewegung
- Johannes Hamel (1911–2002), evangelischer Theologe und Kirchenlehrer
- Reinhard Hepting (1946–2012), Rechtswissenschaftler
- Karl Hertzog (1875–1960), Verwaltungsjurist, Oberbürgermeister von Merseburg
- Wolf Rüdiger Heß (1937–2001), Patenkind Adolf Hitlers
- Karl Hetzel, Professor für Tunnelbau und Baubetriebslehre an der Technischen Hochschule München
- Ernst Horn (* 1949), Musiker
- Reinhard Hickel (* 1955), Ordinarius und Direktor der Poliklinik für Zahnerhaltung sowie Dekan der medizinischen Fakultät der Ludwig-Maximilians-Universität München und Träger des Bundesverdienstkreuzes
- Kurt Huber (1893–1943), Mitglied der Weißen Rose wohnte bis zu seiner Festnahme in der heute nach ihm benannten Straße
- Bata Illic (* 1939), serbischer Schlagersänger
- Heribert Illig (* 1947), Chronologiekritiker und Verleger
- Dirk Ippen (* 1940), Zeitungsverleger
- Max Klankermeier (1909–1996), Motorrad- und Automobilrennfahrer
- Burghart Klaußner (* 1949), Schauspieler, Sänger und Autor
- Gottfried Kölwel (1889–1958), Schriftsteller
- Carl-Heinz Kliemann (1924–2016), Maler, Grafiker und Collagekünstler
- Georg Kostya (1935–2011), Radio- und Fernsehmoderator
- Gerhard Kowalewski (1876–1950), Mathematiker
- Peter Kraus (* 1939), Sänger und Schauspieler
- Hans Kummerlöwe (1903–1995), Ornithologe
- Li Mirok (1899–1950), koreanischer Schriftsteller
- Stefan Lindl (* 1969), Essayist und Publizist
- Alois Johannes Lippl (1903–1957), Intendant des bayerischen Staatsschauspiels, Schriftsteller, Regisseur, Film- und Hörspielautor
- Heinz Maegerlein (1911–1998), bekannter Sportreporter und Fernsehmoderator des Fernsehquiz' „Hätten Sie’s gewusst?“
- Hans Marko (1925–2017), Ingenieur der Nachrichtentechnik und Hochschullehrer an der Technischen Universität München
- Roderich Menzel (1907–1987), Tennisspieler und Schriftsteller
- Johanna Menzel-Sengler (1924–2006), Malerin und Illustratorin
- Benno Merkle (1872–1959), Politiker, Oberbürgermeister der Stadt Schweinfurt, Sekretär Kurt Eisners
- Lola Müthel (1919–2011), Schauspielerin und Hörspielsprecherin
- Hans-Heinz Naumann (1919–2001), Hals-Nasen-Ohrenarzt und Hochschullehrer unter anderem in München, lebte in Gräfelfing[40]
- Josef Neckermann (1912–1992), Versandkaufmann und Dressurreiter
- Kristina Nel (* 1953), Schauspielerin
- Kathrin Oginski (1926–2009), österreichische Schauspielerin
- Carl Orff (1895–1982), Komponist und Musikpädagoge
- Wolfhart Pannenberg (1928–2014), evangelischer Theologe, Professor für Systematische Theologie
- Udo Pfriemer (1909–1997), Unternehmer, Verleger, Autor und Historiker
- Karl Raible (1924–2018), deutscher Brauwissenschaftler
- Fritz Rasp (1891–1976), Schauspieler (Grundeis in Emil und die Detektive, Raffl in der Judas von Tirol, Der Schmale in Metropolis, viele Edgar-Wallace-Filme)
- Max Josef Ringlstetter (* 1959), Wirtschaftswissenschaftler, wissenschaftlicher Leiter des Instituts für Digitales Management in Gräfelfing
- Patrick Roche (* 1989), Synchronsprecher
- Georg P. Salzmann (1929–2013), Büchersammler, baute in Gräfelfing seine Bibliothek der verbrannten Bücher auf
- Curt Schneider (1960–2022), Rätselautor, lebte in Gräfelfing
- Eva-Ingeborg Scholz (1928–2022), Schauspielerin
- Julius Schreck (1898–1936), enger Vertrauter Adolf Hitlers
- Friedrich Schreiber (* 30. März 1932), Journalist und Autor
- Lorenz Schreiner (1920–2008), HNO-Arzt, Hochschullehrer, Heimatforscher und -pfleger
- Alfred Seyler, Direktor der Staatlichen Graphischen Sammlung München
- Günther Sigl (* 1947), Sänger und Mitgründer der Rock’n-Roll-Band Spider Murphy Gang
- Hannes Spring (* 1957), Autor und Regisseur
- Wolfgang Stegmüller (1923–1991), Philosoph und Professor an der Ludwig-Maximilians-Universität München
- Theo Steinhauser (1922–2014), Architekt
- Adrian Sutil (* 1983), Formel-1-Rennfahrer
- Horst Tappert (1923–2008), Schauspieler und Derrick-Darsteller in der gleichnamigen Krimi-Serie
- Claas Triebel (* 1974), Autor, Psychologe und Hochschullehrer
- Oswald Völkel (1873–1952), Kunstmaler und Freskant
- Marie Luise Wilckens, Bildhauerin, Schwabinger Kunstpreis 1986
- Paul Wühr (1927–2016), Schriftsteller und ehemaliger Lehrer an der Volksschule Gräfelfing
- Otto von Zwiedineck-Südenhorst (1971–1957), Wirtschaftswissenschaftler und Professor an der Ludwig-Maximilians-Universität München

## Trivia
1912 wurde auf dem Gemeindegebiet eine Esperanto-Stadt mit Namen Parkurbo geplant, aber nie verwirklicht.